# Кури, Бриттани
Бриттани Кури, англ. Brittani Coury (род. 27 марта 1986, Фармингтон, Нью-Мексико, США) — американская парасноубордистка, серебряный призёр зимних Паралимпийских игр 2018 года, проходивших в Пхёнчхане (Южная Корея). Также принимала участие в соревнованиях по сноубордингу на зимних Паралимпийских играх 2022 года в Пекине, Китай.
Хотя Бриттани Кури родилась в Нью-Мексико, она выросла в Дуранго, штат Колорадо. Начала заниматься спортом в возрасте 13 лет. В канун Рождества 2003 года, катаясь на лыжах, Бриттани получила серьезный перелом правой лодыжки, который вызвал осложнения, и после нескольких лет безуспешного лечения в июне 2011 года в возрасте 25 лет она решила ампутировать ногу до голени и использовать протез. В декабре 2016 года, спустя 13 лет после несчастного случая, Бриттани снова вернулась к тренировкам. Впоследствии выступала за паралимпийскую сборную США.